# Callidemum elegans
Espèce
Synonymes
- Augomela elegans Baly, 1856
- Augomela (Paropsimorpha) elegans Baly
- Paropsimorpha elegans (Baly, 1856)
- Australica (Augomela) elegans Baly, 1856[1]
- Stethomela armiventris Lea, 1929[2]

Callidemum elegans est une espèce d'insectes coléoptères de la famille des Chrysomelidae et de la sous-famille des Chrysomelinae. On la trouve en Australie.